# Naturschutzgebiet Steinberg an der Renau
Das Naturschutzgebiet Steinberg an der Renau ist ein 42,6 ha großes Naturschutzgebiet (NSG) südlich von Silbach im Stadtgebiet von Winterberg. Das Gebiet wurde 2008 mit dem Landschaftsplan Winterberg durch den Hochsauerlandkreis als (NSG) ausgewiesen. Das Naturschutzgebiet gehört insgesamt zum deutlich größeren FFH-Gebiet Hunau, Oberes Negertal, Renautal und Steinberg.

## Gebietsbeschreibung
Im NSG gibt es einen markanten Fels-Wald-Biotopkomplexes mit einem Hainsimsen-Rotbuchenwald. Im Gebiet liegt der Berggipfel des Steinberges mit 728 m.

## Schutzzweck
Das Naturschutzgebiet wurde zur Erhaltung und Entwicklung eines Rotbuchenwaldes und als Lebensraum gefährdeter Tier- und Pflanzenarten ausgewiesen. Wie bei anderen Naturschutzgebieten in Deutschland wurde in der Schutzausweisung darauf hingewiesen, dass das Gebiet „wegen der landschaftlichen Schönheit und Einzigartigkeit“ zum Naturschutzgebiet wurde.